# Tribu Ponca de Nebraska

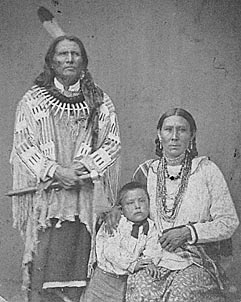
Standing Bear, Susette Primeau i el seu fill

La tribu Ponca de Nebraska és una de les tribus reconegudes federalment del ponca. L'altra és la tribu Ponca d'Oklahoma. Celebren un powwow anyal cada agost.

## Reserva
De la reserva índia Ponca original la tribu ha recomprat una base de terra en fideïcomís de 819 acres. Des de l'aprovació de la Ponca Restoration Act, la tribu té el dret legal de fer negocis a Iowa.

## Govern
La tribu Ponca de Nebraska té la seu a Niobrara (Nebraska). La tribu és governada per un consell tribal escollit democràticament. El cap tribal actual és Rebecca White.

## Història
Persones Ponca es creu que van emigrar a les Grans Planes des de la vall del riu Ohio. A la meitat del segle xvi, els ponca emigraren amb els kanza, omaha i osage al nord, fins al Mississipi. Se separaren dels omaha a la meitat del segle xvii, però es van reunir amb ells prop del riu Niobrara de Nebraska en 1793. La introducció de malalties europees va delmar el 90% dels ponca el 1804 quan l'expedició de Lewis i Clark arribà a les seves terres.
Els ponca signar el seu primer tractat amb els Estats Units en 1817, cedint dos milions d'hectàrees de les seves terres. En 1858, la seva reserva s'havia reduït a 100.000 hectàrees. Els ponca van ser traslladats a Territori Indi; no obstant això, el 25% de la tribu va morir de malaltia i fam en un sol any. El cap Standing Bear va portar un grup en una marxa de 500 milles de tornada a la seva terra natal a Nebraska per enterrar els seus morts. En el judici posterior, Standing Bear v Crook va establir el recurs d'habeas corpus per primera vegada per a nadius americans, i també va permetre als ponca tenir terres recuperades per ells a Nebraska.
En la dècada de 1950, el govern dels Estats Units va terminar unilateralment el reconeixement de la tribu Ponca de Nebraska. El 1990 la tribu va tornar a adquirir 413 hectàrees de les seves terres perdudes. El govern dels Estats Units per fi tornar a reconèixer la tribu en 1990.

## Notables membres tribals
- Standing Bear, cap
- Verdell Primeaux, cantant i predicador de la Native American Church